# Osiedle Nowe Miasto, Białystok
Nowe Miasto là một trong những quận của thành phố Białystok ở Ba Lan.